# 野口精機
野口精機株式会社（のぐちせいき、英: Noguchi Seiki Co., Ltd.）

## 沿革
- 1951年4月 - 埼玉県東松山市大字松山585番地に野口虎雄個人経営にて、野口製作所を設立。ヂーゼル機器（現・ボッシュ）の協力工場として燃料噴射ポンプ部品、ディーゼルエンジン用グロープラグの加工および組立を主として創業。
- 1952年6月 - 野口製作所を埼玉県東松山市松本町に移設。
- 1955年11月 - ヂーゼル機器の姉妹会社として自動車機器（現・ボッシュ）が設立されると同時に両社の協力工場となる。
- 1959年12月 - 埼玉県東松山市松本町に、ヂーゼル機器の協力工場として、野口精機株式会社を設立。ディーゼルエンジン用燃料噴射ポンプ部品の研削加工とソルトバスによる調質加工を行う。
- 1961年2月 - 野口製作所を個人経営から有限会社に変更。自動車機器の協力工場となる。
- 1963年5月 - 野口製作所を有限会社から株式会社に変更。同時に社名をグロリヤ工業株式会社とする。
- 1980年4月 - 精密部品加工から組立・完成までの一貫生産ラインを導入。
- 1985年12月 - ロボット式の組立設備を導入。
- 1988年11月 - 栃木県黒磯市（現・那須塩原市）に那須工場を開設。
- 1989年4月 - 埼玉県東松山市松本町にメッキ工場を開設。
- 1991年4月 - TPM（Total Productive Maintenance＝総合的設備保全）を導入。
- 1993年12月 - 当時で最新鋭の切削・研削用設備を導入。
- 1995年5月 - 那須第二工場を増設。
- 1997年12月 - 姉妹会社であったグロリヤ工業およびタイガー工業と三社合併。
- 1998年10月 - 本社/東松山工場で品質マネジメントシステムISO 9002の認証を取得。
- 1999年
  - 5月 - 那須工場でもISO 9002の認証を取得。
  - 9月 - 当時最新鋭の形状測定機および真円度測定機を導入。
  - 10月 - 本社/東松山工場および那須工場で品質マネジメントシステムQS 9000の認証を取得。
- 2000年12月 - 本社/東松山工場および那須工場で環境マネジメントシステムISO 14001の認証を取得。
- 2002年12月 - 本社/東松山工場および那須工場でISO/TS 16949:2002を国内企業として初めて認証取得。
- 2004年
  - 6月 - 那須第三工場を増設。
  - 11月 - メッキ事業を廃業し、メッキ工場を閉鎖。
- 2009年11月 - 本社/東松山工場を現所在地である埼玉県東松山市新郷に移転。
- 2017年2月 - 代表取締役社長の野口貴弘が相談役に就任。常務取締役であった國分寿史が代表取締役社長に就任

## 生産拠点
本社/東松山工場（埼玉県東松山市）
那須工場（栃木県那須塩原市）

## ロゴマーク
野口精機のロゴマークは、トラの顔を正面から見た図案とその下にある「GNT」の文字で構成されている。トラの顔は、創業者である野口虎雄の名前にある「虎」に由来するものである。その下の「GNT」は、ロゴマークが考案された当時に野口精機のグループ会社であった、グロリヤ工業（Gloriya Industry Co., Ltd.）、野口精機（Noguchi Seiki Co., Ltd.）、タイガー工業（Tiger Kogyo Ltd.）の三社の頭文字をとったものである。これらグループ三社は1997年12月に合併して野口精機に統一されたため、現在ではこのロゴの「GNT」にその名残を残すのみとなっている。また現在では「GNT」の別解釈として"Global Network of Technology"の頭文字と捉え、これを野口精機の国際競争力と技術研鑽、社会貢献のスローガンとしている。